# لورا سميت
لورا سميت (بالفرنسية: Laura Smet)‏ هي مغنية وممثلة فرنسية، ولدت في 15 نوفمبر 1983 بنويي-سور-سين في فرنسا. من الجوائز التي نالتها جائزة رومي شنايدر ‏ سنة 2004.

## جوائز
- جائزة رومي شنايدر [الإنجليزية]‏ (2004)

## وصلات خارجية
- لورا سميت على موقع IMDb (الإنجليزية)
- لورا سميت على موقع ألو سيني (الفرنسية)
- لورا سميت على موقع ميوزك برينز (الإنجليزية)
- لورا سميت على موقع أول موفي (الإنجليزية)
- لورا سميت على موقع قاعدة بيانات الأفلام السويدية (السويدية)
- لورا سميت على موقع ديسكوغز (الإنجليزية)
- لورا سميت على موقع قاعدة بيانات الفيلم (الإنجليزية)
- لورا سميت على موقع كينوبويسك (الروسية)